# UKball
UKball (рус. Юкейболл / Британияболл / Британияшар / Великобританияшар) — один из ключевых персонажей Countryballs.

## Образ
UKball чаще всего изображается с шляпой-цилиндром и моноклем. Данные атрибуты предполагают определённый, неизменный образ этой страны. Вероятно, они призваны указать на некую изысканность и высокую культуру кантрибола. Это в некотором роде атрибуты, отождествляемые с высшими социальными слоями и часто сопровождающие стереотип «английского джентльмена».

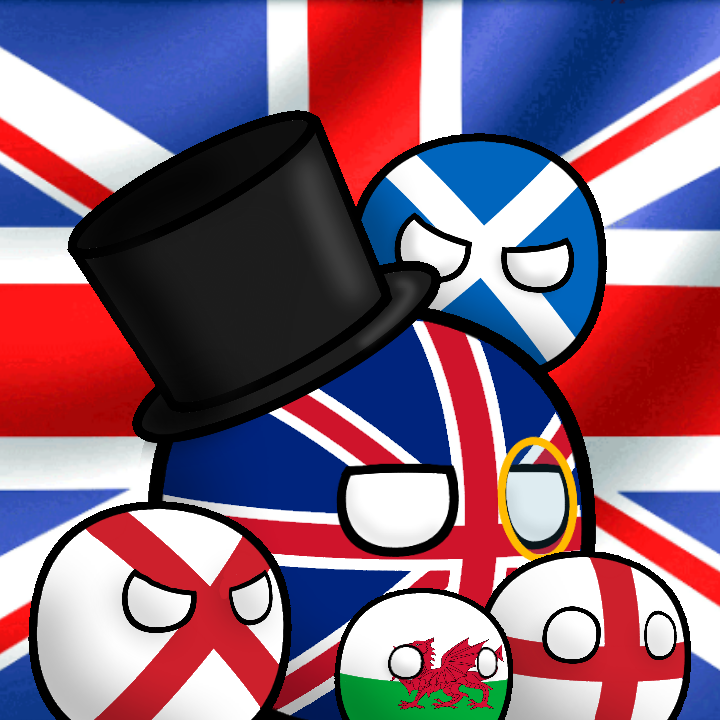
Великобритания и её страны

Персонаж может часто держать чашку чая (к слову, он его просто обожает и очень много пьёт) и рассказывать о временах, когда он был сверхдержавой, ностальгируя по своей утраченной империи.
Ещё одна характерная черта персонализации UKball — склонность к империализму, хотя, судя по комиксам, часто создаётся впечатление, что стремление кантрибола к колонизации находится в области мечтаний. Это, в свою очередь, может свидетельствовать о том, что эта страна воспринимается как оторванная от реальности или погружённая в свои мечты.
В одном из комиксов, где изображены постоянные члены Совета Безопасности ООН, Организация Объединённых Наций (UNball) задаёт вопрос: «Как мы решим кризис на Ближнем Востоке?». Чтобы справиться с насущными последствиями ближневосточного кризиса, Великобритания предлагает принять «всех его людей» (то есть беженцев и просителей убежища) в Европу. Вполне вероятно, что это сатирический взгляд на ранее приветствующую иммиграционную политику Германии, которая, однако, резко контрастирует с реакцией Великобритании на кризис. Таким образом, ответ UKball, по-видимому, вызывает то, что воспринимается как нарушение ожиданий, вытекающих из индексального порядка. Бразилия (Brazilball) предлагает «научить их [беженцев] ржать» (англ. Let us teaching them, how to HUEHUEHUE). США (USAball) же предлагает «дать им оружия, чтобы они друг друга поубивали». В итоге предложение, сделанное USAball, было тепло принято, хотя оно вопиющим образом нарушает устав ООН.

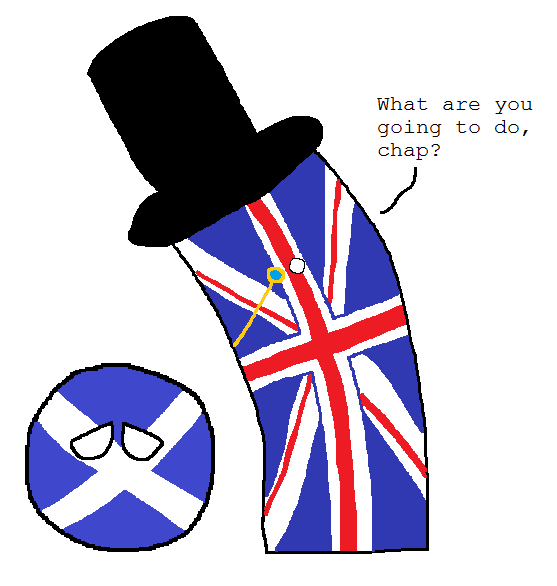
Арт, высмеивающий результаты референдума 2014 года о независимости Шотландии

Один из комиксов представляет собой сатирическую интерпретацию референдума о независимости Шотландии, состоявшегося 18 сентября 2014 года. Раздел комментариев под этим примером содержит в основном личные замечания о результатах шотландского референдума и его историческом контексте. Большинство комментариев содержат иронию и сарказм, отражающие тот факт, что референдум выявил фальшивость стереотипной шотландской англофобии.
23 июня 2016 года большинство граждан Великобритании проголосовало за выход из Европейского союза. Событие такого масштаба, как Брексит, породило череду публикаций сатирических веб-комиксов Countryballs, связанных непосредственно с UKball.